# Parrocchia di Assumption
La parrocchia di Assumption (in inglese Assumption Parish) è una parrocchia dello Stato della Louisiana, negli Stati Uniti. La popolazione al censimento del 2000 era di 23 388 abitanti. Il capoluogo è Napoleonville.

## Geografia
La parrocchia si trova nel centro-sud dello Stato e rientra nella regione Acadiana. Il territorio è rurale, in parte paludoso e in parte coltivato a canne da zucchero. Il lago principale è il lago Verret. La parrocchia è divisa da nord a sud dal fiume Bayou Lafourche.

### Parrocchie confinanti
- Parrocchia di Iberville - nord
- Parrocchia di Ascension - nord
- Parrocchia di St. James - est
- Parrocchia di Lafourche - est
- Parrocchia di Terrebonne - sud-est
- Parrocchia di St. Mary - sud-ovest
- Parrocchia di St. Martin - ovest
- Parrocchia di Iberia - nord-ovest

## Storia
La parrocchia (in Louisiana le parrocchie costituiscono un livello amministrativo equivalente a quello delle contee degli altri stati degli USA) fu creata nel 1807 ed è una delle 19 parrocchie originarie della Louisiana. Venne chiamata così in onore dell'Assunzione di Maria.

## Comuni
L'unico village incorporato è Napoleonville, il capoluogo.

### Census-designated places
- Bayou Corne
- Bayou L'Ourse
- Belle Rose
- Labadieville
- Paincourtville
- Pierre Part
- Supreme